# L. Porter Smith & Bros.
L. Porter Smith & Bros. war ein US-amerikanischer Hersteller von Automobilen.

## Unternehmensgeschichte
L. Porter Smith betrieb das Unternehmen zusammen mit seinen Brüdern. Der Sitz war in Indianapolis in Indiana. 1910 stellten sie etwa 50 Automobile her. Der Markenname lautete Cyclop.

## Fahrzeuge
Im Angebot stand nur ein Modell. Ein Vierzylindermotor trieb über ein Friktionsgetriebe die Hinterachse an. Die Aufbauten waren offene Runabouts.